# Oporinia obscura
Oporinia obscura är en fjärilsart som beskrevs av Petersen 1902. Oporinia obscura ingår i släktet Oporinia och familjen mätare. Inga underarter finns listade i Catalogue of Life.